# 1711 у літературі

## Книги
- «Характеристики людей, звичаїв, думок, часів» (англ. «Characteristics of Men, Manners, Opinions, Times») — праця Ентоні Ешлі Купера.

### П'єси
- «Посланець у пекло» (Meido no hikyaku 冥途の飛脚) — драма Тікамацу Мондзаемона.

### Поезія
- Досвід про критику" (англ. «An Essay on Criticism») — поема Александера Поупа.

## Народились
- 12 квітня — Гійом Тома Рейналь, французький письменник.
- 26 квітня — Жанна Марі Лепренс де Бомон, французька письменниця, прабабуся Проспера Меріме.
- 7 травня — Девід Юм, шотландський філософ.
- 18 травня — Руджер-Йосип Бошкович, хорватський вчений, філософ і поет.
- 6 грудня — Кітті Клайв, англійська акторка та авторка фарсів.

## Померли
- 13 березня — Нікола Буало, французький поет, критик, теоретик класицизму.